# ドラえもんXRライド〜のび太と空の理想郷〜
ドラえもんXRライド〜のび太と空の理想郷〜（英: Doraemon XR Ride; Nobita and the Utopia of the Sky）は、ユニバーサル・スタジオ・ジャパンで2023年2月23日から9月3日まで運営の期間限定コラボライド・アトラクション。

## 概要
ユニバーサル・スタジオ・ジャパンは2023年3月3日に公開ーされる「映画ドラえもん のび太と空の理想郷」とコラボし、ライド・アトラクションの『XRライド』として導入・開催される。
「映画ドラえもん のび太と空の理想郷」と連動したオリジナルストーリーの下、VRゴーグルを付けた状態でローラーコースターを楽しむ新感覚アトラクション『XRライド』はパークでしか体験することができないものになっている。なお、このアトラクションは常設アトラクションの「スペース・ファンタジー・ザ・ライド」の施設を使って運営するため、この常設アトラクションは運休される。
ドラえもん並びに映画ドラえもんシリーズとコラボをするのは2020年に開催した「『STAND BY ME ドラえもん 2』XRライド」以来3年ぶり、前回もXRライドでコラボをした。ドラえもんコラボ自体は3回目（2020年に「『映画ドラえもん のび太の新恐竜』ミーツ ジュラシック・ワールド」も開催していた）。
キャッチコピーは「行こう、大空のかなたへ　超ド級の大冒険!」。

## ストーリー
「映画ドラえもん のび太と空の理想郷」と連動したパークオリジナルストーリーで開催される。
そこでは誰もがパーフェクトになれるという、空に浮かぶ理想郷「パラダピア」。 ゲストは、パーフェクトネコ型ロボット「ソーニャ」の案内でパラダピアを体験する周遊ツアーに参加することになった。「この理想郷には秘密がある」と疑う賞金稼ぎ「マリンバ」が、ツアーに乱入しアクシデントが発生する。 晴れ渡る美しい風景を楽しんでいたのもつかの間、猛スピードで大空を駆けまわることになる。ゲストはドラえもんやのび太と一緒に次々と迫りくる危機を乗り越える、スリル満点な大空の冒険へ旅立つ。

## 登場人物
ドラえもん
声 - 水田わさび
野比のび太
声 - 大原めぐみ
ソーニャ
声 - 永瀬廉（King & Prince）
マリンバ
声 - 井上麻里奈
源静香
声 - かかずゆみ
剛田武
声 - 木村昴
骨川スネ夫
声 - 関智一

## フード

### レストラン・コラボフード
2月22日〜9月3日の期間中、本アトラクションの近くにあるレストラン「スタジオ・スターズ・レストラン」にてコラボフードが発売される。
作中にも登場する理想郷・パラダピアをイメージした「ドラえもん＆のび太 憧れのユートピアプレートセット ～ハンバーグ＆オムライス～」、空の冒険をイメージした「ドラえもん 空の冒険プレートセット ～チーズドリア＆照り焼きチキン～」、キッズメニューの「ドラえもん わくわくキッズプレートセット」、ドラえもんをイメージしたパンケーキ「22世紀のネコ型ロボット・ドラえもん ～どら焼き風パンケーキ～」、パーフェクト猫型ロボット・ソーニャをイメージしたパフェ「パーフェクトネコ型ロボット・ソーニャのパフェ ～マスカルポーネ＆ダークチェリー～」が登場する。

### 食べ歩き・コラボフード
2月22日〜9月3日の期間中、本アトラクション入口付近にあるフードカートにて、コラボフードが発売される。
ドラえもんをイメージした中華まん「ドラえもん ポークまん」、ドラえもんをイメージしたチュリトス「ドラえもん チュリトス ～あんバター～」が登場する。

## グッズ
2月22日〜9月3日の期間中、本アトラクション出口付近にあるグッズショップ「スペース・ファンタジー・ステーション」にて、Tシャツやペアキーチェーンセット、カチューシャ、ポーチなどのコラボグッズが発売される。